# 澎湃新闻

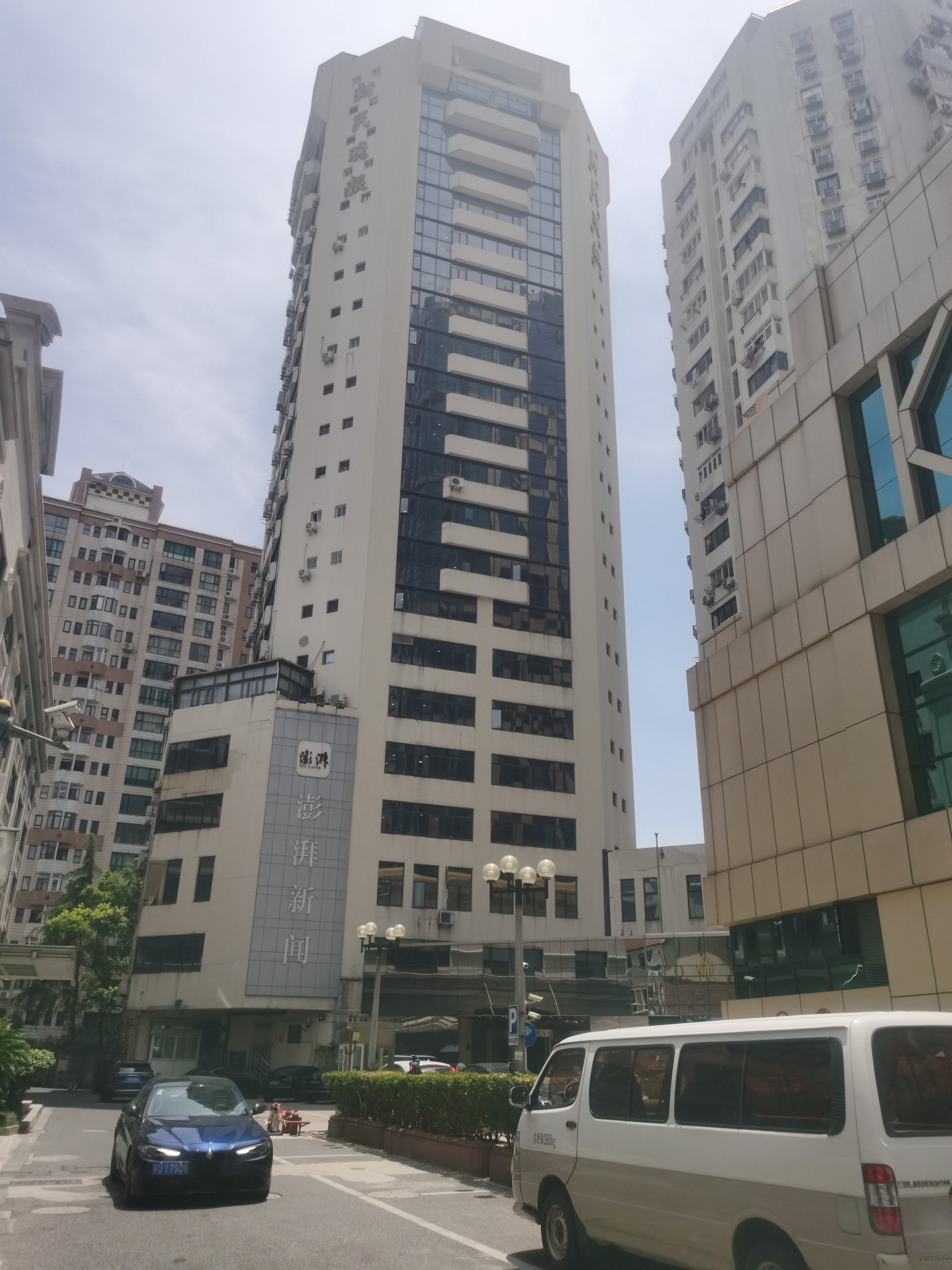
澎湃新闻总部位于延安中路839号的新民晚报大厦，1991年至1999年为《新民晚报》社址

澎湃新闻，是一家中国综合新闻网站，曾是《东方早报》的一项新媒体计划，总部位于中华人民共和国上海市。主要发表该网站记者撰写的原创新闻文章，并被其他网站所转载。该网站继承了《东方早报》的新闻风格。
澎湃新闻是中国大陆乃至中文地区拥有一定影响力的网络媒体，也是中文互联网原创新闻主要全媒体内容供应商之一，近年来影响力开始不断提升。截止到2017年底，澎湃新闻客户端下载量过亿，移动端日活跃近860万。在中央网信办发布的月度“中国新闻网站移动端传播力总榜”上，澎湃新闻2017年1至12月份全部上榜，共取得6次第一、4次第二的成绩，被誉为“中国互联网原创新闻第一阵营”。

## 历史
早在2013年10月，上海报业集团旗下《新闻晚报》宣布停刊后，《东方早报》被要求建立一个网站，网站将于2014年上线，侧重调查和思想两方面。指令要求“新媒体与纸质媒体‘融合发展’”。
2014年6月初，新浪微博曾传言《东方早报》将进行一项新媒体计划，一家新的新闻网站已经上线。但《东方早报》回应传闻称，网站暂未上线，目前处于内测阶段。6月下旬，澎湃新闻的主页已经能在搜索引擎中搜到，主页标题是“专注时政与思想的互联网平台”，并在新浪微博注册了账号，但并未发表任何文字。2014年7月22日，澎湃新闻全面上线。
有评论称，澎湃新闻项目的初期投资达人民幣3至4亿元，其中部分来自政府、另一部分来自财团，其运作性质是提供撰写新闻内容的服务，其可能是上海报业集团乃至中国大陆新闻界的改革和转型。 专栏作者项小凯认为，澎湃新闻和《环球时报》同属“市场化体制喉舌”，都是中国高度垄断的体制传媒系统的不同分支。
2016年4月，澎湃新闻旗下英文项目第六声（Sixth Tone）开始试运营，以开拓海外市场。
2016年6月，东方早报和澎湃新闻的主要负责人、原总编辑邱兵离职，带领澎湃创始团队及早期运营团队中的主要力量离开，并创办短视频网站“梨视频”。此前的3月，澎湃新闻总编辑、《东方早报》副总编李鑫也已辞职，澎湃新闻CEO及总编辑职务由《东方早报》主编刘永钢接任。
2016年12月28日，上海六家国有独资或全资企业对澎湃新闻网运营主体上海东方报业有限公司战略入股，增资总额为6.1亿元。此次增资完成后，上海报业集团对东方报业公司的持股比例由100%变更为82.2%，仍保持对东方报业公司的绝对控股地位。同时，上海报业集团决定，自2017年1月1日起，《东方早报》停刊，原有的新闻报道、舆论引导功能全部转移到澎湃新闻。据澎湃称，澎湃新闻在原创力、传播力、影响力等媒体核心指标方面都已经完全覆盖和超越了《东方早报》，《东方早报》具备了告别纸质版，实现向互联网新媒体彻底转型的条件。在签约大会上，澎湃新闻同时宣布上线澎湃视频项目，另外，英文项目第六声正式上线运行。
2021年11月8日，由澎湃新聞承建和运营的上海城市形象资源共享平台IP SHANGHAI（www.ipshanghai.cn）上線。版权素材、IP数字藏品等资源由视觉中国支持。

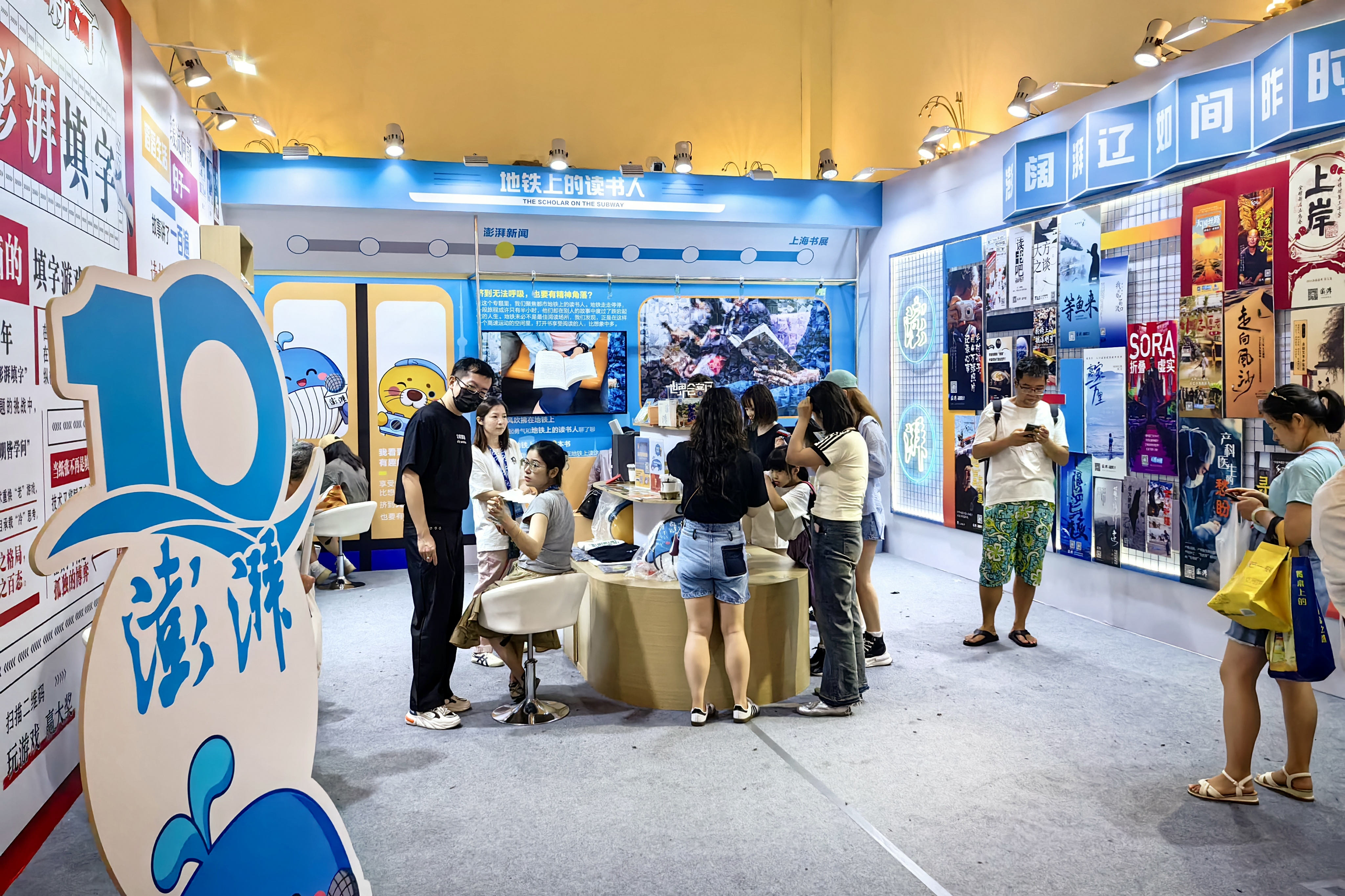
澎湃新闻10周年书香上海特展

2023年7月13日，澎湃新闻所屬的上海東方報業公司董事長程峰被上海市紀委監委調查。

## 网站运营
澎湃新闻以《东方早报》原班人马的300人为原创采编团队，实施“管理扁平化、采编专业化”的小组采编形式，对应垂直细分领域。各个采编中心设立了数十个栏目组，并实行栏目主编负责制。以时事中心为例，该中心设有政治新闻组、法治新闻组、社会新闻组、绿色新闻组、教育新闻组、国际新闻组、人物新闻组等7个栏目组，负责中国政库、一号专案、舆论场、澎湃国际、 外交学人、绿政公署、直击现场、教育家等18个栏目。同时，澎湃新闻实施“编辑团队分开、采访团队合一”的运作方式，力争内容做深做透。另外，澎湃新闻确定了24小时三班倒工作机制，以适应新媒体快捷的传播特性；并根据用户和不同稿件的特点，确定了多个推送稿件时间。
在新闻运作和编辑规范上，澎湃新闻继承了传统媒体时代的三审责任制。澎湃新闻创立之初，制定了《澎湃新闻采编规范》《澎湃新闻三审制度》等。除三审流程（记者初审、责任编辑二审、栏目主编三审）外，澎湃新闻还设置了中心总监终审、分管副主编、主编审读等流程，每一个栏目都责任到人，确保新闻内容的高质量。
根据中共上海市委宣传部和上海市网信办的要求，澎湃新闻被纳入上海市主要媒体进行管理。澎湃新闻创立之初设有党总支部，此后上海报业集团党委将澎湃新闻党总支升格为直属党委。

## 历任负责人
总编辑
- 邱兵[17]
- 李鑫[18][19]
- 刘永钢[20]

董事长
- 程峰（2018年-2023年7月）
- 丁波（2023年7月-）

## 网站特色及内容
澎湃新闻是一家综合性新闻网站，以时政、财经、文化与思想为重点报道领域，以注重新闻原创、重视思想分析、文风通俗个性、创新表达方式为主要特色。读者定位为关注上海、关注长三角、关注中国的政经界人士和影响力、购买力强的中高端人士及海内外精英。
网站在功能设计上也彰显了创新。例如该网站的“提问”功能，用户可以针对每一条新闻提出自己的疑问，并获得其他用户以及记者和专业人士的解答。网站也希望通过这一方式，使得用户可以真正读懂新闻，同时分辨出真相和谣言。为此澎湃新闻专门配置了问答运营团队，在必要时，由专业人士对用户提问作出专业回答。另外网站还设有“新闻跟踪”功能，如果用户认为对此新闻事件或话题感兴趣，可以通过“新闻跟踪”按钮跟踪该新闻事件或话题。当事件或话题有新的进展时，系统会自动通过标签关键词，将新的进展报道推送到用户的跟踪文件夹中。
由于时政思想类的新闻品牌极度稀缺，因此澎湃新闻从创设之初就介入这一垂直细分领域。在栏目设置上，澎湃新闻共设有6个频道、72个栏目，例如有关报道党和国家领导人最新动态的“中南海”栏目、有关公共政策报道的“中国政库”栏目、有关法治报道的“一号专案”、“法治中国”栏目，以及提供思想文化交流平台的“思想市场”、“市政厅”、“请讲”、“文化课”栏目等。
澎湃新闻原创内容被转载的比例几乎达到100%，且很多分布在各大门户网站的新闻首页区域，因而拥有较高的传播力和影响力。起初澎湃新闻原创文章经常出现被侵权的现象，以一篇记者有时花费数天甚至半个月采写的独家深度报道为例，澎湃新闻刊载的原创文章当天评论仅500条，而一些门户网站侵权转载后，评论数量达30万条。而后澎湃新闻实施门户网站转载需取得付费许可方可转载的机制，该机制实施后，版权收入快速增长。

### 著名报道
澎湃新闻最早的一篇文章发布于2014年7月5日，其题目为《韩媒称习近平赠朴槿惠DVD，其中收有彭丽媛歌曲》。在上线之初，澎湃新闻推出多篇打虎报道，其中《令政策平陆往事（页面存档备份，存于）》在网上获得比较大的反响。
澎湃新闻近年来创新表达方式，对时政报道、正能量报道进行创新探索。例如在福建宁德古田县卓洋乡庄里村党支部书记周炳耀事迹的报道中，澎湃新闻将H5、动漫、视频、音频结合起来，制作完成了《好人耀仔》新媒体产品，该报道在澎湃新闻平台的点击阅读数超千万，被读者点赞称为“触碰到了心底最柔软的部分”；在2016年10月底，澎湃新闻推出“暖闻”栏目，将着眼点聚焦在身边温暖人心的故事上，并通过文字、视频、音频等多种表现形式传播，这些故事在各个渠道上都获得了非常好的反响，单篇最高阅读量超过1500万；2016年10月21日，澎湃新闻推出“重走长征路”新媒体报道H5产品《澎湃新闻11省寻访纪实：那些纪念碑上的烽烟往事与长征精神》。该产品融合了视频、音频、数据制图、动画、图片、文字等表现形式，展现了记者历时两个月、跨越11省份20余城寻访长征路的故事。该作品也获得了中央网信办的好评。
另外，澎湃新闻所报道的内容也引起党和国家领导人的注意，例如在2017年11月，国务院总理李克强就澎湃新闻报道的“白血病患儿遭遇廉价国产药短缺，进口药一瓶超千元”作出批示，要求有关部门“切实加大国产廉价药生产供应保障力度”。

### 问政平台
澎湃新闻于2017年7月20日上线问政平台，是旨在为政务机构提供信息发布、官方辟谣与在线互动问答为一体的沟通平台。各大政务机构可以在问政平台开设“政务号”，可以第一时间通过该平台辟谣、与用户交流，还可以发起网络直播发布会。上线首日有40多个政务号入驻，入驻的政务机构有中国气象局、国家林业局、环保部、黑龙江省新闻办等，根据计划，澎湃问政将用一年时间，实现2000家政务机构和部门入驻平台的目标。
2018年1月25日，河北省人民政府新闻办公室入驻“澎湃问政”，以“河北发布”名义在澎湃新闻上发布政务信息。由此河北省、市两级宣传、网信部门以及雄安新区、两个省直管县市（定州市、辛集市）已经全部入驻澎湃新闻政务平台，成为全国首个省市两级宣传、网信部门全部入驻澎湃问政的省份，另外河北各级公安、环保、人力资源和社会保障等部门也同时入驻澎湃问政，张家口市也已经完成下辖所有区县市集体入驻。

## 争议
2014年7月27日，有网友发现，澎湃新闻所撰写的原创新闻《观察-假如日本与朝鲜建立邦交会怎样？》 （页面存档备份，存于），实为翻译日本媒体The Page的文章，此举涉嫌侵犯版权和抄袭。
2014年7月29日，前中共中央政治局常委周永康被宣布立案審查後，澎湃新闻接連發出《「大老虎」周永康家族史：從無錫到北京》、《周永康現任妻子賈曉燁老家山西大同，曾在央視財經頻道工作》等多篇文章，但因「發力過猛」遭警告。据多維新闻报道，中國社科院國家文化安全與意識形態建設研究中心透過微博表示，认为澎湃新聞網做法不當，稱“不允許‘搞特殊’，要給予糾正偏頗”。至於「不當做法」所指為何，文章並未提及。
2014年8月25日澎湃新闻刊登并被大陆各大媒体转载的文章“经济学人封面特稿：中国想要什么？”（译自2014年8月22日英国杂志经济学人文章"What China Wants"），因选择性翻译引起了人们对澎湃新闻的中立性的担心。该译文将不利于大陆当局宣传口径和“社会和谐”的文字整句删除，从而歪曲了原文的意思，误导读者，并且此文也涉嫌侵犯版权。也有读者从国内的现实出发，认为澎湃新闻所为可以理解。
2016年1月4日，澎湃新闻发布“江西九江浔阳区发生6.9级地震”虚假新闻。后经查是中国地震台网的测试信息。对此，上海报业集团对相关人员作出停职检查、扣罚奖金等行政处理。
2018年1月30日，澎湃新闻发布署名王乐的文章《寻找汤兰兰：少女称遭亲友性侵，11人入狱多年其人“失联”》，指强奸案中未成年受害人“把全家人送进了监狱”、“造下这么大祸”，并在公开受害人的身份信息。报道触及新闻伦理和法律边界，引发舆论批评及媒体质疑。目前澎湃新闻已将该文删除，但部分转载了该文的网站仍未删除。是为汤兰兰事件。
2021年3月15日，澎湃新闻发布报道称：广西南宁市武鸣区的部分果商为保证沃柑品相，擅自调高除菌农药的稀释浓度，忽视安全间隔期直接上市，果农称他们从来不吃。3月15日晚，广西南宁市农业农村局回应称，规范进行果品保鲜，对食用者健康不构成影响。广西柑橘类种植行业协会发布《普及柑橘保鲜常识引导健康消费》，称澎湃新闻“采用即设立场，断章取义的手法，将问题无限放大”。中国三农发布的记者找到视频中的果农，果农称没说过不吃。此事导致武鸣沃柑产业损失严重。
2022年8月，海南省三亚市因新冠疫情封城，造成8万多名旅客滞留当地。在此期间，澎湃新闻发布多篇文章，报道当地酒店业者恶意涨价、回程机票暴涨、住宿环境恶劣的问题，引起海南当地民众不满。当地官方媒体《海南日报》更转载自媒体文章《对三亚疫情防控带节奏，某媒体澎湃得“太离谱”》，借机向澎湃新闻表达不满，直接表示疫情过后“会算账”。对此多数网民赞同《海南日报》的发言，认为澎湃新闻故意渲染夸大外地疫情，为稍早前上海本地糟糕的防疫状况转移视线。
2024年11月19日，被中国方面认为是来自台湾国防部的黑客组织匿名者64，宣称自己将澎湃新闻首页加入了包含“中共无耻 造谣惯犯”的宣传视频。

### 脚注
1. ↑  公开的新闻报道表明关于"白血病患儿短缺药调查"这事确实是由澎湃新闻做的调查报道。